# Charlotte Bonaparte
Pour les articles homonymes, voir Maison Bonaparte.
Charlotte-Napoléone Bonaparte, née le 31 octobre 1802 à Paris et morte le 3 mars 1839 à Sarzana (Italie), est une princesse de l'Empire français, fille cadette de Joseph Bonaparte et de Julie Clary.

## Biographie
Charlotte-Napoléone Bonaparte est la fille cadette de Joseph Bonaparte et de Julie Clary. Elle eut une sœur, Zénaïde, d'un an son aînée. Sa tante maternelle Désirée Clary était l'épouse de Jean-Baptiste Bernadotte qui devint prince héritier (1811) puis roi de Suède (en 1818).
Nièce de Napoléon Ier, elle est une princesse impériale dotée du prédicat d'altesse impériale (1804).  Napoléon Ier ayant octroyé la couronne espagnole au père de Charlotte, la fillette fut infante d'Espagne de 1808 à 1813 date à laquelle son père fut chassé d'Espagne par les troupes anglaises et la résistance populaire.
Artiste de talent et élève de Jacques-Louis David lors de son séjour à Bruxelles, Charlotte constitua au fil de sa vie une série d'albums où se succèdent des aquarelles et autres dessins qui saisissent les paysages ou brossent des portraits, que traversa cette voyageuse en exil après la chute de l'Empire. 
Elle épousa, le 23 juillet 1826, le prince Napoléon Louis Bonaparte, son cousin germain (fils de Louis Bonaparte et de Hortense de Beauharnais). Affilié à la Charbonnerie italienne, le jeune homme mourut en 1831 dans la clandestinité, soit en combattant les armées papales et autrichiennes, soit d'une épidémie de rougeole. Leur union était restée stérile.
Après la mort de son mari, on lui prête plusieurs aventures. Enceinte, en 1838, elle décide de regagner la France mais meurt en couches sur le chemin du retour à Sarzana, sur la côte ligure.
Son tombeau se trouve dans la basilique Santa Croce de Florence, à côté de celui de Julie Clary, sa mère.

## Titres
- Princesse française en 1804
- Infante d'Espagne de 1808 à 1813

## Galerie

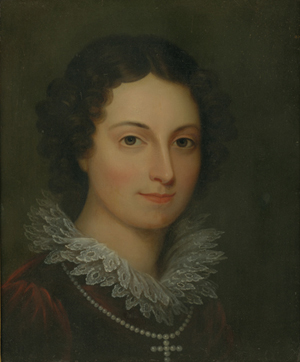
Carlota Bonaparte, infante d'Espagne (auteur inconnu)
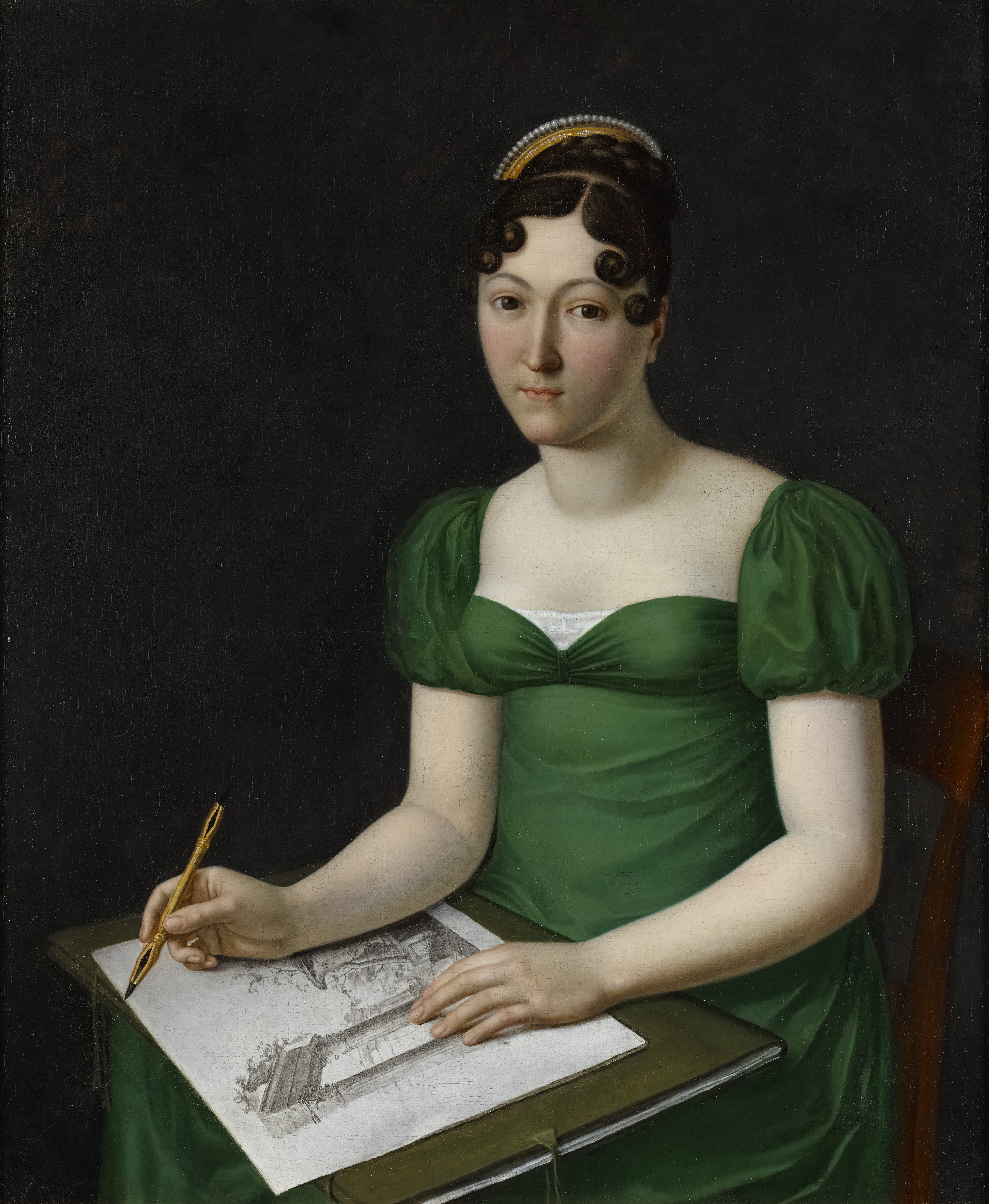
Autoportrait (huile sur toile), c.1824-28
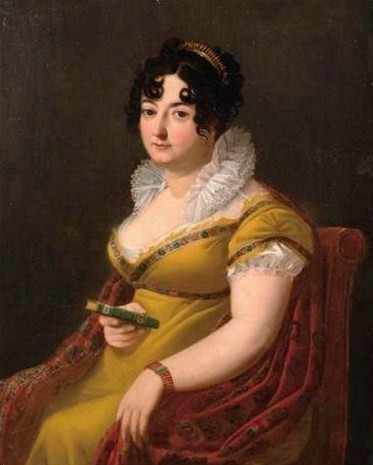
Charlotte Bonaparte, comtesse de Survilliers, par François Mulard
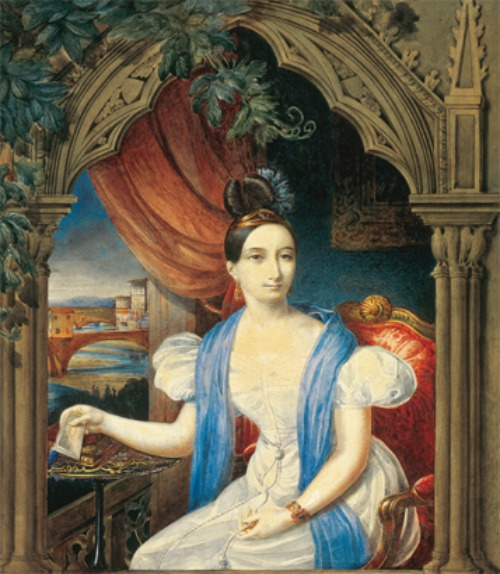
Autoportrait (aquarelle), 1834
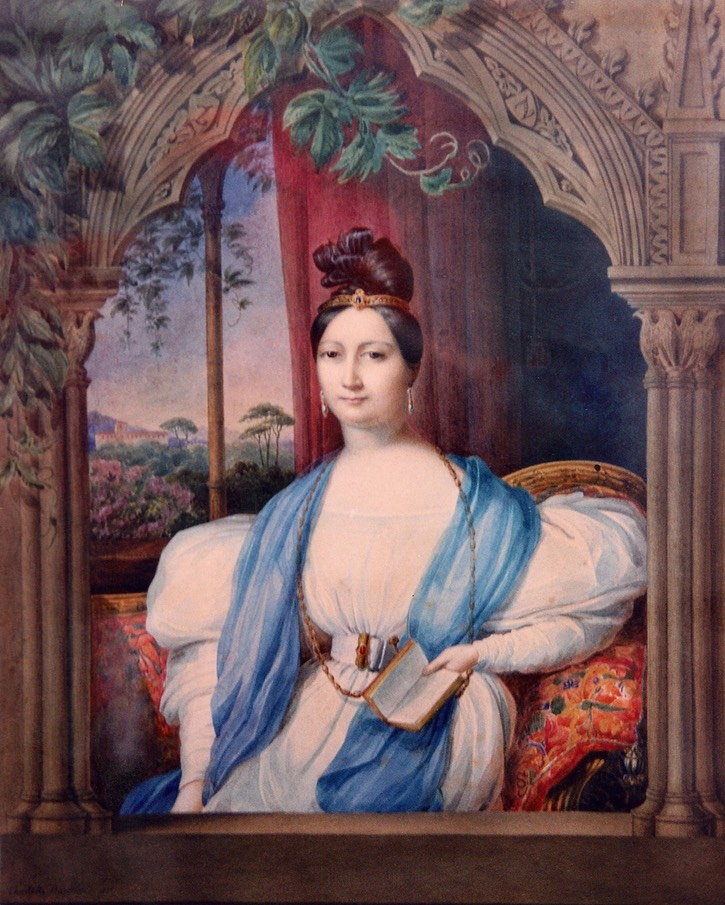
Zénaïde Bonaparte, par Charlotte Bonaparte (aquarelle), 1834
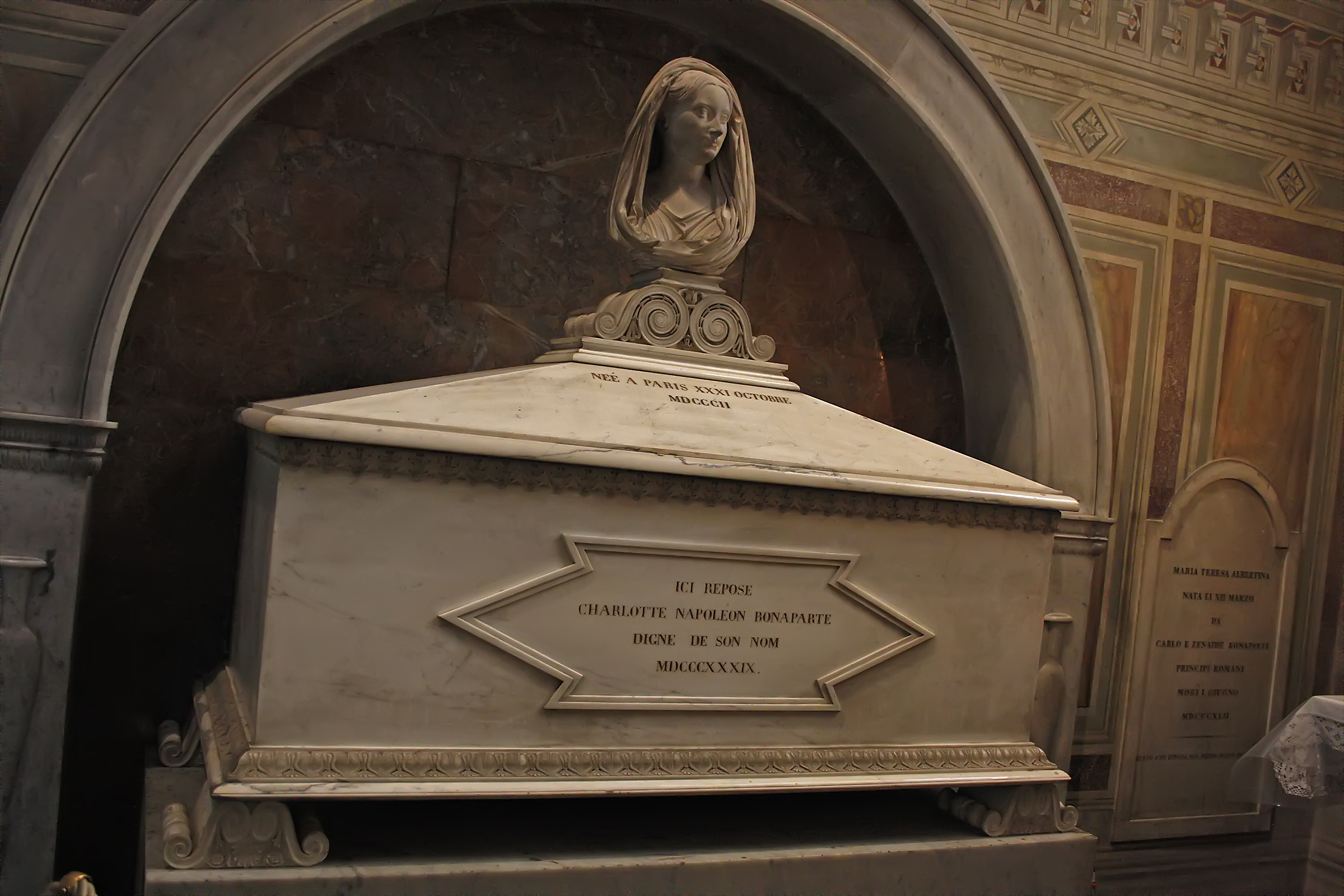
Tombe de Charlotte Bonaparte à Florence

## Source
- Gaston Sirjean, Généalogie des Maisons souveraines d'Europe, 1961